# Saint-Bonnet-près-Bort
 Saint-Bonnet-près-Bort  (en occitano Sent Bonet de Bòrt) es una comuna y población de Francia, en la región de Lemosín, departamento de Corrèze, en el distrito de Ussel y cantón de Bort-les-Orgues.
Su población en el censo de 2008 era de 182 habitantes.
Está integrada en la Communauté de communes de Plateau Bortois .

## Demografía
| 201 | 202 | 168 | 162 | 176 | 165 | 182 |
| Para los censos de 1962 a 1999 la población legal corresponde a la población sin duplicidades (Fuente: INSEE [Consultar]) |     |     |     |     |     |     |